# Vĩnh Thịnh, Vĩnh Tường
Vĩnh Thịnh là một xã thuộc huyện Vĩnh Tường, tỉnh Vĩnh Phúc, Việt Nam.

## Địa lý
Xã Vĩnh Thịnh nằm ở phía nam huyện Vĩnh Tường, có vị trí địa lý:
- Phía đông giáp xã Phú Đa
- Phía tây giáp xã An Tường và Sông Hồng
- Phía nam giáp xã Vĩnh Ninh
- Phía bắc giáp các xã Tam Phúc, Tuân Chính và Sông Hồng

Xã có diện tích 10,17 km², dân số năm 1999 là 9.108 người, mật độ dân số đạt 896 người/km².

## Hành chính
Vĩnh Thịnh có các thôn: Khách Nhi Làng, Khách Nhi Trại, Muôn Trì Làng, Muôn Trì Trại, Xóm Đông, Xóm Ngược Hoàng Xá, Xóm Đình, Hệ Thôn, An Thượng, An Hạ, Xóm Liễu, An Lão.

## Kinh tế - xã hội
Năm 2012 khởi công xây dựng Cầu Vĩnh Thịnh. Là xã thuần nông,nhân dân chủ yếu sống bằng nghề trồng trọt và chăn nuôi. Từ năm 2010 nhân dân có phong trào làm kinh tế trang trại và chăn nuôi bò sữa.